# Bobby Burns
Il Bobby Burns è un cocktail alcolico a base di whisky. Ha fatto parte della lista dei cocktail riconosciuti ufficialmente dall'IBA dal 1961 al 1986. È una variante del Rob Roy. L'utilizzo del Bénédictine gli conferisce note e dei profumi erbacei, tuttavia il sapore del drink è decisamente secco.

## Storia
La prima ricetta di questo drink compare nel 1930, nel libro Savoy cocktail book di Harry Craddock e prevedeva due parti uguali di scotch e vermut, oltre a tre gocce di bénédictine. La ricetta successiva risale al 1934, ed è contenuta nel ricettario The Waldorf-Astoria Old Bar Book di Albert Stevens Crockett, barman al Waldorf-Astoria Hotel di New York. Il cocktail è un omaggio al poeta scozzese Robert Burns.

## Composizione
- 2 parti di scotch whisky
- 1 parte vermut rosso
- 1 spoon da bar di bénédictine

## Preparazione
Così come il Rob Roy e il Manhattan viene preparato nel mixing glass, mescolando gli ingredienti con un cucchiaio da bar e abbondante ghiaccio. Si filtra con lo strainer nella coppetta da cocktail con uno spruzzo di scorza di limone, così da vaporizzarne sulla superficie gli oli essenziali.